# Plaskett (Mondkrater)
Plaskett ist ein Einschlagkrater auf der Mondrückseite in der Nähe des Mondnordpols. Der nördliche Kraterrand hat eine Entfernung von 6,5° zum Nordpol, das entspricht einer Strecke von run 200 km. Der nordöstliche Rand überlagert den Wall des Kraters Rozhdestvenskiy. Auf dem östlichen Wall liegt der Nebenkrater Plaskett U. In südlicher Richtung trifft man auf Milanković.
Das Kraterinnere ist relativ eben mit einem ausgedehnten Zentralgebirge, das das Ergebnis des Zurückfederns des beim Einschlag komprimierten Materials ist. Der Zentralberg erreicht eine Höhe von zirka 2 km. Der Höhenunterschied zwischen Kraterwall und Kraterboden liegt bei zirka 4,29 km.
Die Entstehungszeit des Kraters wird der spät-imbrischen Periode zugerechnet.
| Buchstabe | Position            | Durchmesser | Link |
| --------- | ------------------- | ----------- | ---- |
| H         | 79,65° N, 165,06° W | 20 km       |      |
| S         | 80,97° N, 150,58° O | 17 km       |      |
| U         | 82,36° N, 162,39° O | 16 km       |      |
| V         | 82,2° N, 121,06° O  | 49 km       |      |

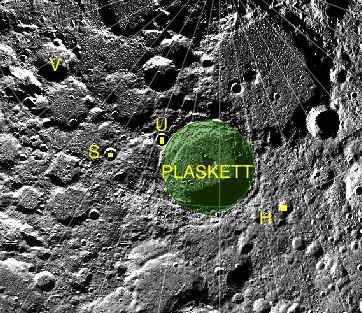
Plaskett mit seinen Nebenkratern

Der Krater wurde 1976 von der IAU offiziell nach dem kanadischen Astronomen John Stanley Plaskett (1865–1941) benannt.